# Pinhão (Paraná)
Pinhão es un municipio brasileño del estado del Paraná. Se localiza a una latitud 25º41'44" sur y a una longitud 51º39'35" oeste, estando a una altitud de 1041 metros. Su población estimada en 2010 es de 30.208 habitantes. Posee un área de 2005,6 km². 